# عدنان عبد المجيد العاني
عدنان عبد المجيد جاسم العاني (1943 - 2015) هو سياسي عراقي من مواليد محافظة الانبار / مدينة عانه سنة 1943. شغل منصب وزير الصناعة والمعادن في العراق للفترة من آب 1995 عندما انشق حسين كامل حسن حتى تعيين ميسر رجا شلاح في آب 2001.

## حياته
تخرج من كلية الهندسة الميكانيكية جامعه بغداد. بدء حياته المهنية سنة 1965 في شركة نفط الشمال في العراق ثم انتقل إلى وزارة الصناعات الثقيلة ومن ثم وزارة الصناعة والمعادن بعد دمج وزارتي الصناعات الثقيلة مع وزارة الصناعات الخفيفة.
تدرج في مواقع المسؤولية في وزارة الصناعة ليتولى مسؤولية الإدارة العامة لشركة التصميم والإنشاء الصناعي للسنوات من 1975 إلى 1985 , إذا كانت هذه الشركة مسؤولة عن تنفيذ وبناء مشاريع القاعدة الصناعية ومحطات الطاقة الكهربائية في العراق  والتي شكلت البنية الصناعية العراقية.
تولى مسؤولية وكيل وزير الصناعة والمعادن في العراق خلال السنوات من 1985 إلى 1991. تولى مسؤولية الوكيل الاقدم ومستشار وزير الصناعة في العراق في عهد الفريق حسين كامل خلال السنوات 1991 إلى 1995 حيث كان المشرف على أعمال إعادة اعمار وتاهيل واعادة تشغيل  المنشاءات الصناعية والكهربائية في العراق بعد  ما اصاب تلك المنشاءات من تدمير خلال حرب الخليج سنة 1991.
تولى مسؤولية منظمة الطاقة الذرية العراقية بتكليف من الرئيس العراقي صدام حسين خلال السنوات 1992-1993 إضافة إلى مهامه في وزارة الصناعة والمعادن. تولى مسؤولية وزير الصناعة والمعادن  خلال السنوات 1995-2001 .عين مستشارا في ديوان رئاسة الجمهورية وبدرجة وزير للفترة 2001-2003 . عمل في القطاع الصناعي العراقي على مدى 36 سنة. اعتقله الجيش الأمريكي بعد احتلال العراق عام 2003.

## وفاته
توفي في العاصمة الأردنية عمّان في 25 أيلول 2015.